# 陳誼 (成化進士)
陳誼（1436年—？），字子宜，山東濟南府德州人，明朝政治人物。進士出身。

## 生平
山東鄉試第八十六名。成化二年（1466年）丙戌科會試第一百十八名，殿試登進士第三甲第一百四十六名。官永平府知府。

## 家族
曾祖陳秉中。祖父陳榮。父亲陳善，曾任知縣。